# Richard Barrett (avvocato)
Richard Barrett (New York, 18 febbraio 1943 – Pearl, 22 aprile 2010) è stato un attivista, avvocato ed editore statunitense. Nel 1987 ha fondato la newsletter mensile All the Way e ne è il redattore capo e principale editore; è inoltre stato membro del consiglio generale del gruppo nazionalista bianco di ultradestra Nationalist Movement con sede nel Mississippi.

## Biografia
Nato a New York, già da piccolo - su dichiarazione di Barrett stesso - è stato influenzato dalle posizioni dei genitori che si sono trasferiti altrove per evitare di stare a contatto con gli immigranti ebrei e portoricani.
Si è laureato alla Rutgers University seguendo i corsi di Eugene D. Genovese, storico e insegnante noto per il suo forte marxismo; dopodiché è partito per la guerra del Vietnam dove ha combattuto nella fanteria.
Nel 1968, su richiesta di George Wallace, è diventato capo esecutivo della sezione con base in Carolina del Sud dell'American Independent Party. L'anno successivo ha organizzato nonché presieduto alla conferenza del partito giovanile National Youth Alliance voluta da Wallace.
Nel 1974 ha ricevuto una seconda laurea questa volta alla University of Memphis; e due anni dopo è stato eletto presidente dei Democratici per Ronald Reagan.
È comunque alcuni anni dopo che manifesta un vero sentimento xenofobo e razzista, scrivendo il libro The Commission, una serie di memorie che espongono la sua concezione di razza e di multicultura.
Tra le tante dichiarazioni emesse nella pubblicazione, una delle molte che ha fatto scalpore sostiene che i "negri più degli altri non bianchi sono inferiori a tutti gli uomini, e che sono ben lontani dal creare una loro civiltà."
Nel 2004 ha organizzato un comitato a sostegno di Edgar Ray Killen, un membro del Ku Klux Klan accusato di complotto e omicidio volontario (tre attivisti per l'espansione dei diritti civili).
Secondo Barrett, una nazione quale sono gli Stati Uniti d'America deve riconoscere l'estraneità di Killen agli omicidi, e non a caso per il membro del KKK i capi d'accusa sono successivamente caduti sino al processo d'appello cui è stato giudicato per omicidio colposo e concorso in omicidio.

## Morte
Giovedì 22 aprile 2010 un vicino di casa ha chiamato il 9-1-1 intorno alle 8:00 e ha riferito d'aver visto del fumo fuoriuscire dall'interno della casa di Barrett. I vigili del fuoco sono arrivati e hanno trovato il cadavere di Barrett vicino alla porta sul retro della casa, che era aperta. La sua morte è investigata come omicidio; si scoprì poco dopo che era stato picchiato e accoltellato da un maschio nero di 23 anni, Vincent Justin McGee.
Dopo aver rubato il portafoglio e una pistola alla vittima, McGee ha dato fuoco al cadavere, prima di essere arrestato poche ore dopo il delitto. Al processo, McGee ha affermato che Barrett si era calato i pantaloni e gli aveva di compiere un atto sessuale su di lui, mandandolo in preda al panico. Un'autopsia ha rivelato che Barrett ha subito molteplici ferite da taglio alla zona del collo, traumi alla testa e fratture alle costole; in totale, è stato pugnalato 35 volte.
McGee si trovava in libertà vigilata dopo essere stato rilasciato a febbraio dal Mississippi State Penitentiary (Parchman) nella contea di Sunflower. Stava scontando una condanna a sei anni per aggressione e furto ed aveva la possibilità di essere rilasciato in dicembre, ma venne liberato in anticipo a causa del sovraffollamento nella prigione. Al momento dell'omicidio, abitava a casa di sua madre tre porte più in basso rispetto alla residenza Barrett.
Dopo essere stato arrestato, McGee ha fornito alla polizia informazioni che hanno portato all'arresto di altri tre sospetti. Michael Dent, Vicky Dent e Albert Lewis sono stati accusati di complicità all'omicidio e incendio doloso. McGee si è dichiarato colpevole di omicidio colposo, incendio doloso e furto con scasso il 28 luglio 2011: di conseguenza, è stato condannato a 65 anni di carcere (20 per l'omicidio, 20 per l'incendio e 25 per il furto).
Il famoso giornalista investigativo Jerry Mitchell, noto per i suoi servizi sugli omicidi e sulle ingiustizie dell'era dei diritti civili che erano stati a lungo ignorati, incluso l'omicidio di Medgar Evers, si è occupato a lungo delle attività politiche di Barrett. Sebbene sia un ardente oppositore delle posizioni politiche di Barrett, Mitchell ha definito l'avvocato suprematista una "vittima dell'odio" e ha osservato: "Nessuno merita di essere picchiato e accoltellato 35 volte prima di essere dato alle fiamme. Nessuno merita di morire a causa dell'odio, neanche qualcuno che ne ha seminato i semi per tutta la vita".
L'omicidio di Barrett è l'argomento del libro God'll Cut You Down di John Safran.